# Église Sainte-Foy de Chartres
Pour les articles homonymes, voir Église Sainte-Foy.
L'église Sainte-Foy est une ancienne église située à Chartres, préfecture du département français d'Eure-et-Loir, en région Centre-Val de Loire.

## Situation
L'église Sainte-Foy s'élève à proximité de la place du Général-de-Gaulle, à l'intérieur des boulevards de Chartres. Le portail ouvre sur la rue Famin, le chevet donne sur la place Sainte-Foy. L'église est longée par la rue Collin-d'Harleville. Entre le portail et le chevet se trouve le square Jean-Lelièvre.

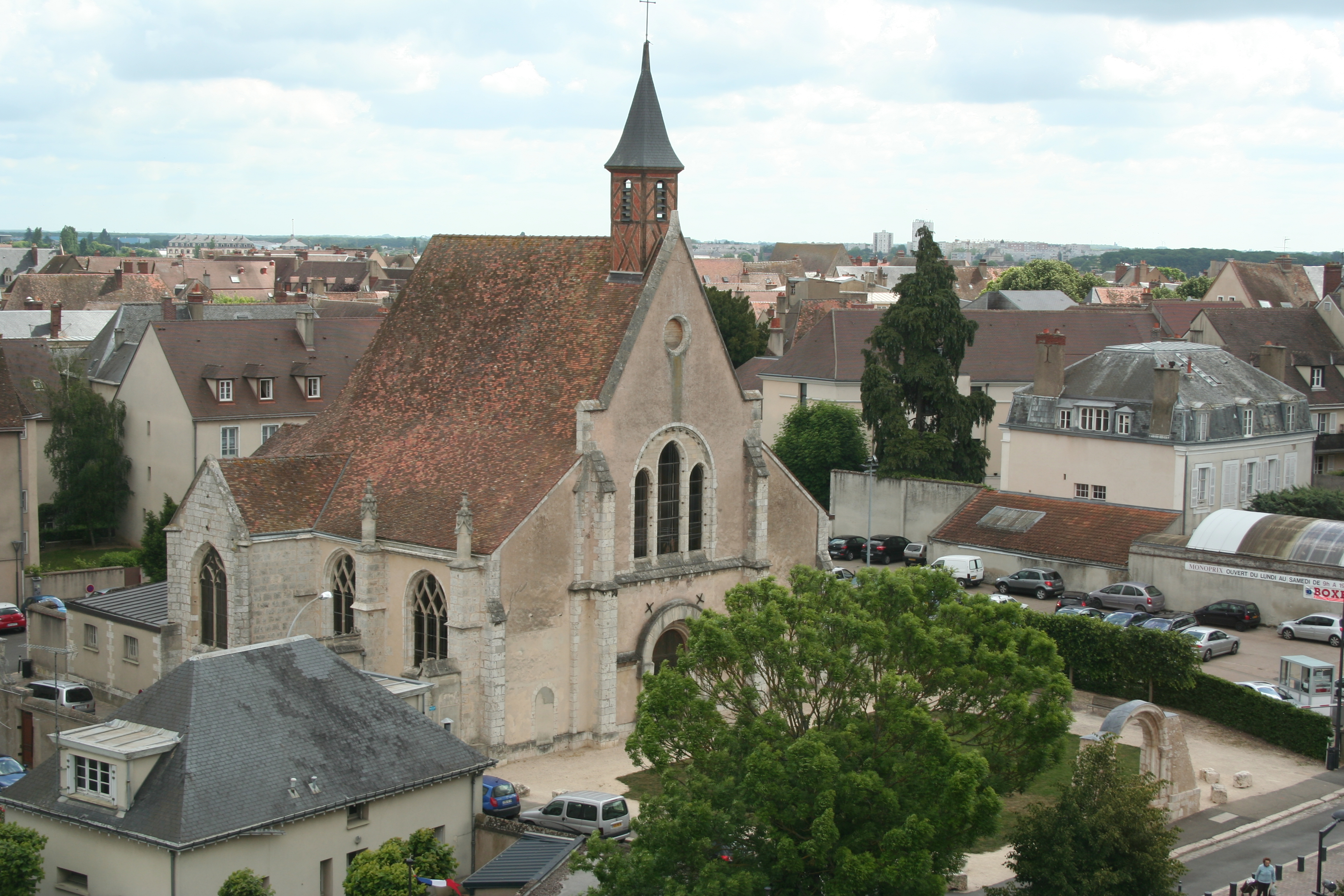
Vue aérienne.
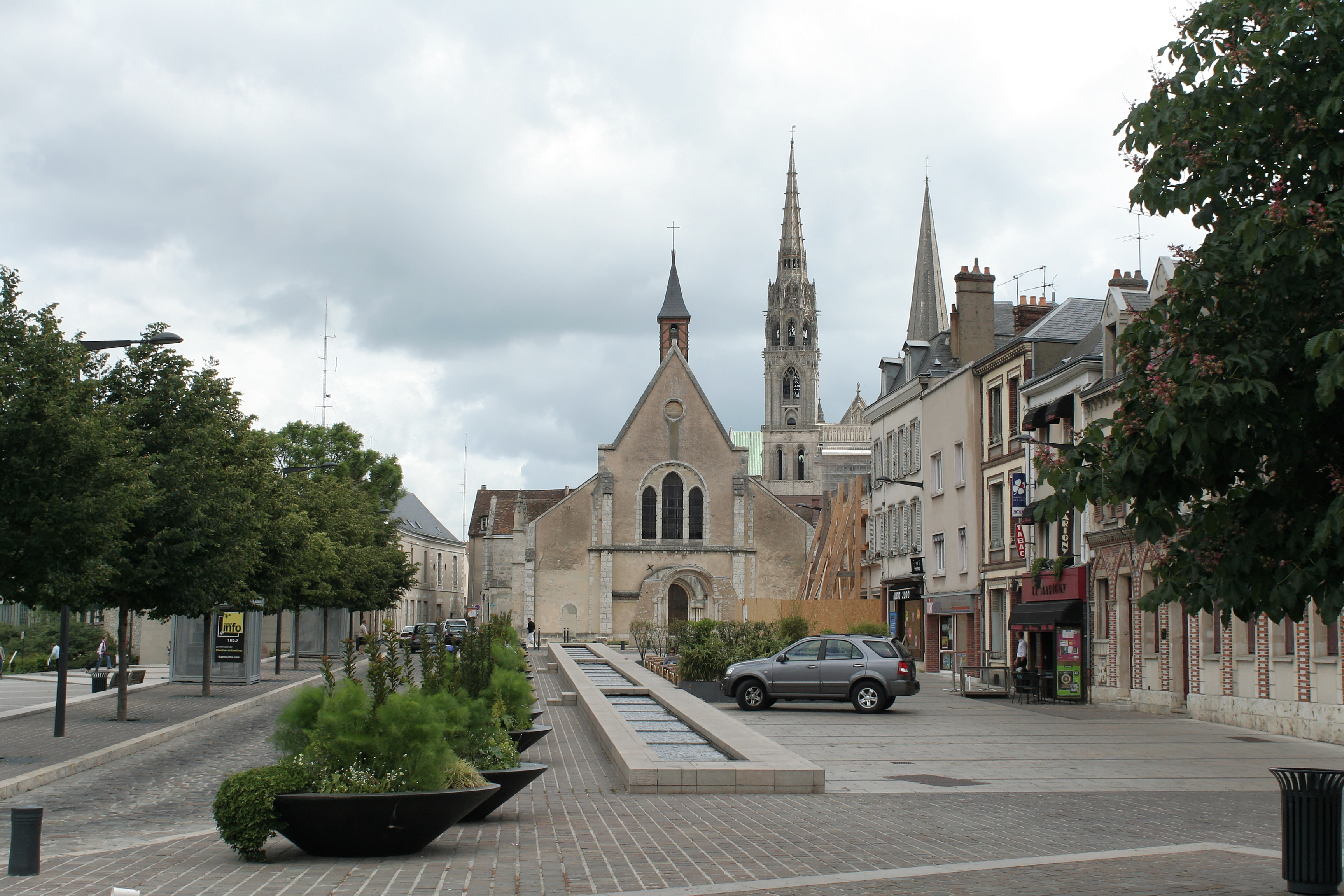
Église Sainte-Foy, vue depuis le boulevard Maurice-Viollette.
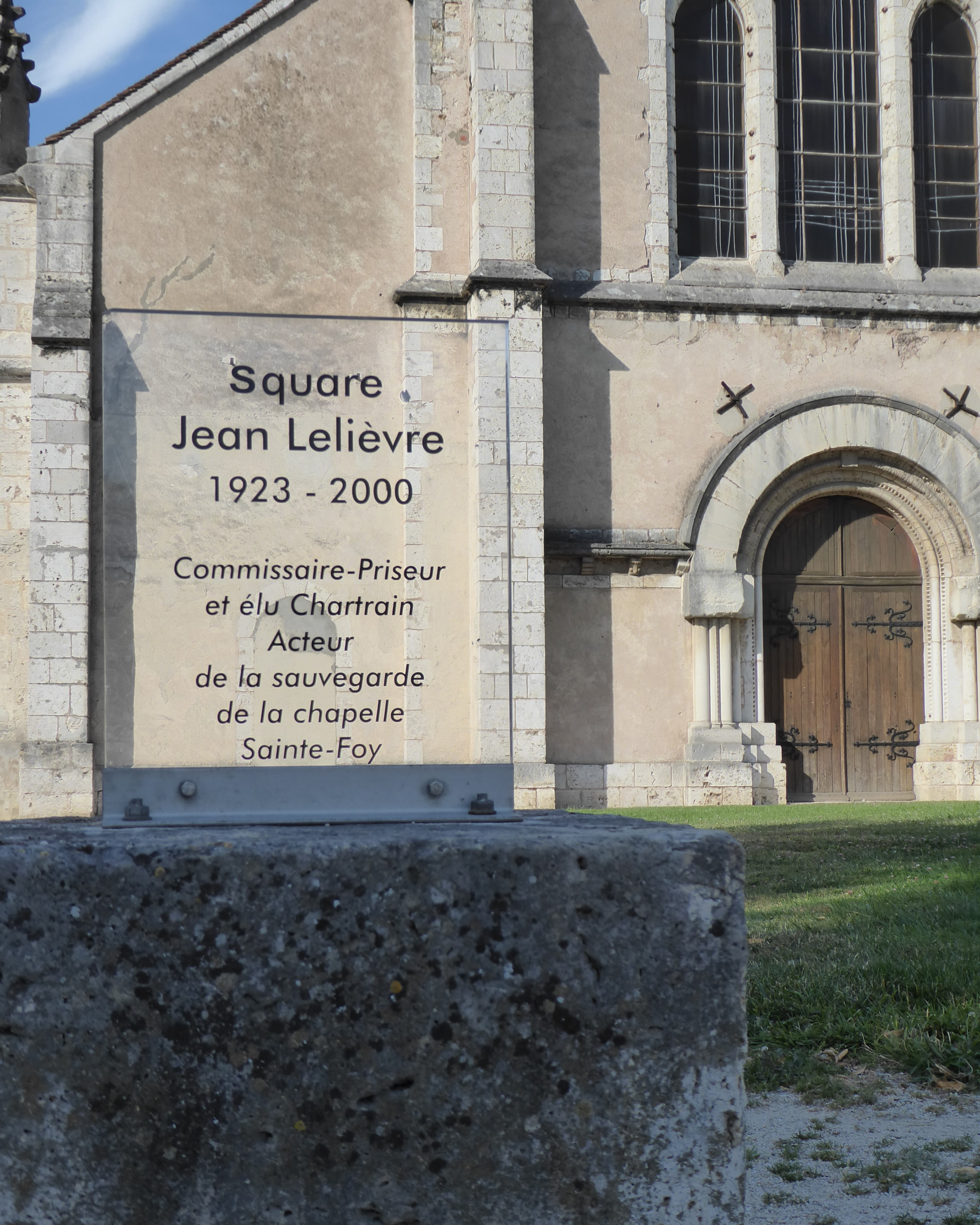
Square Jean-Lelièvre.

## Historique
La chapelle Sainte-Foy, hors-les-murs des fossés, est fréquentée au XIe siècle par Fulbert de Chartres et ses disciples, notamment Bernard dans les années 1006-1012, maître de l'école épiscopale d'Angers, qui écrit à son maître :

« Lorsqu' autrefois je jouissais de votre douce compagnie, il m'arrivait souvent de me rendre pour écrire ou pour prier dans la petite chapelle de sainte Foy qui est située en dehors des murs de la ville. »

La chapelle fut enclose au XIIe siècle, époque à laquelle lui fut adjointe une paroisse.

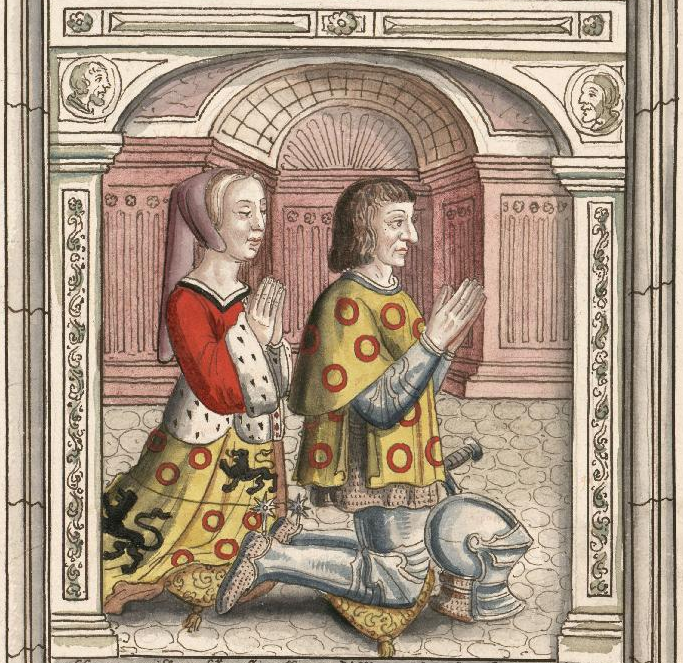
Relevé d'un vitrail représentant Florent d'Illiers et Jeanne de Coutes.

Un dessin de Louis Boudan est le relevé d'un ancien vitrail situé dans la « chapelle de la Communion derrière le Chœur » représentant Florent d'Illiers (1400-1475), « chevalier baron du dit-lieu et du chesne doré, bailly et capitaine de Chartres ».
En 1793, l'église Sainte-Foy fut vendue comme bien national au citoyen Morin, se disant architecte, pour y bâtir un théâtre en remplacement de la salle de spectacle de la place du Cygne.
Les quatre premières travées de nef furent alors démolies et l'église fermée par un mur-diaphragme.
Dans le chevet fut aménagée une salle elliptique avec parquet de bal, scène et loges, à laquelle fut adossée un bâtiment de service formant façade du théâtre. Le théâtre fonctionna entre 1797 et 1806.
Le bâtiment de service fut démoli en 1971, le portail roman (XIIe siècle) qui lui servait de porte d'entrée fut conservé et marque, depuis 1993 l'extrémité du square Jean-Lelièvre, qui est aménagé à l'emplacement de la nef.
De l'église subsistent aujourd'hui le chevet daté du XVe siècle et le portail. Le chevet, pourvu de verrières modernes, sert actuellement de salle des ventes.

L'église Sainte-Foy
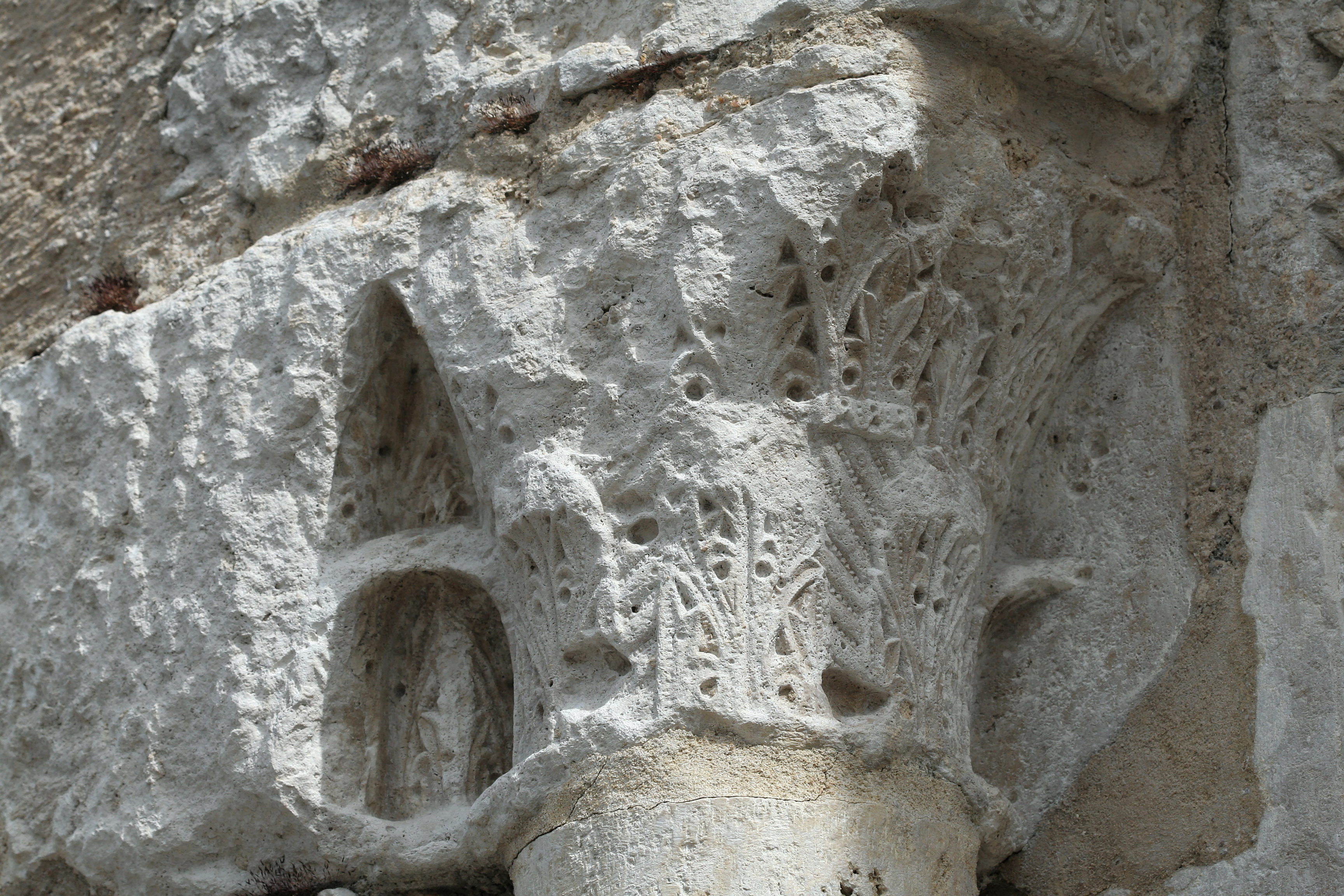
Chapiteau roman sculpté du portail XIIe siècle.
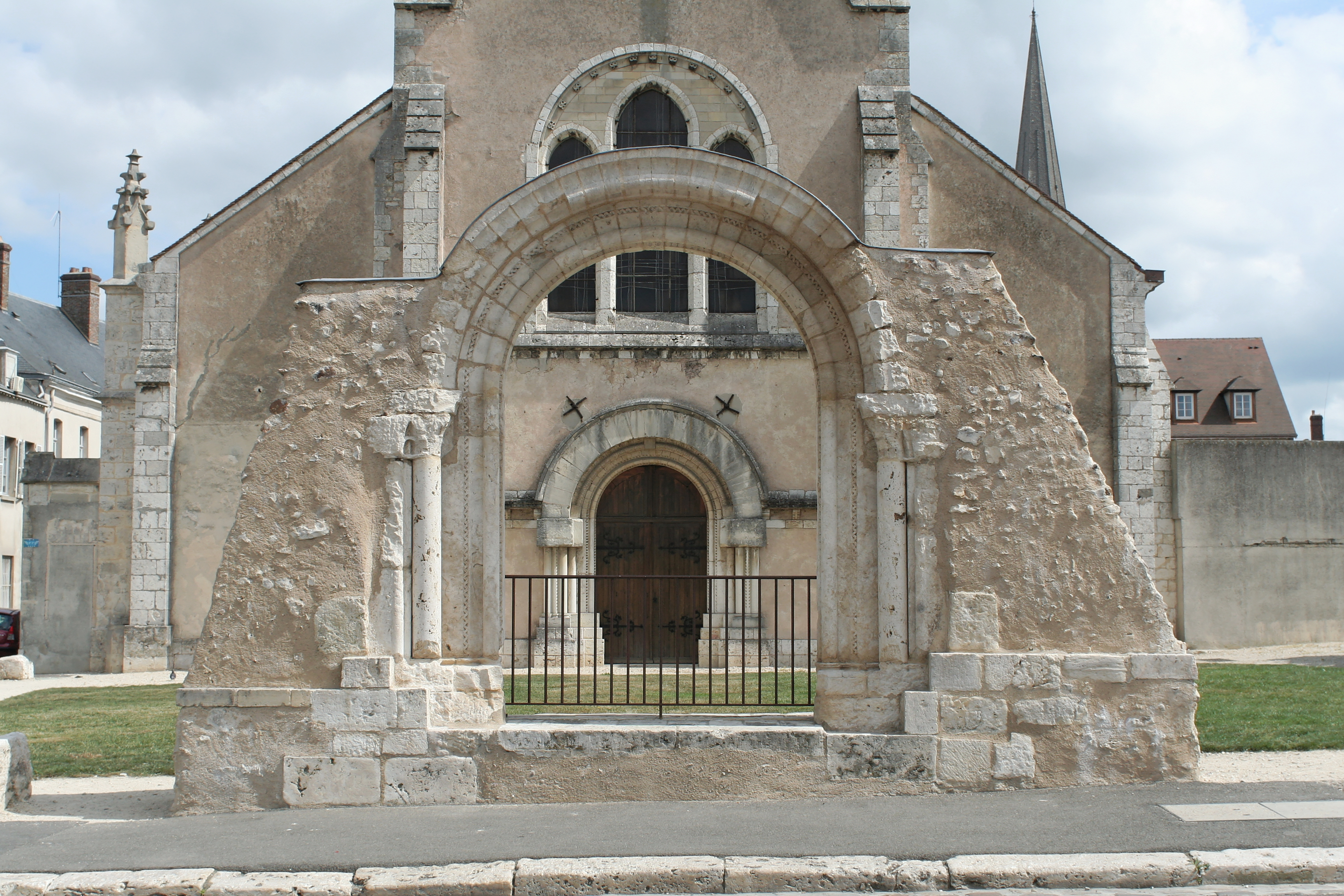
Portail roman conservé comme clôture du square Jean-Lelièvre.
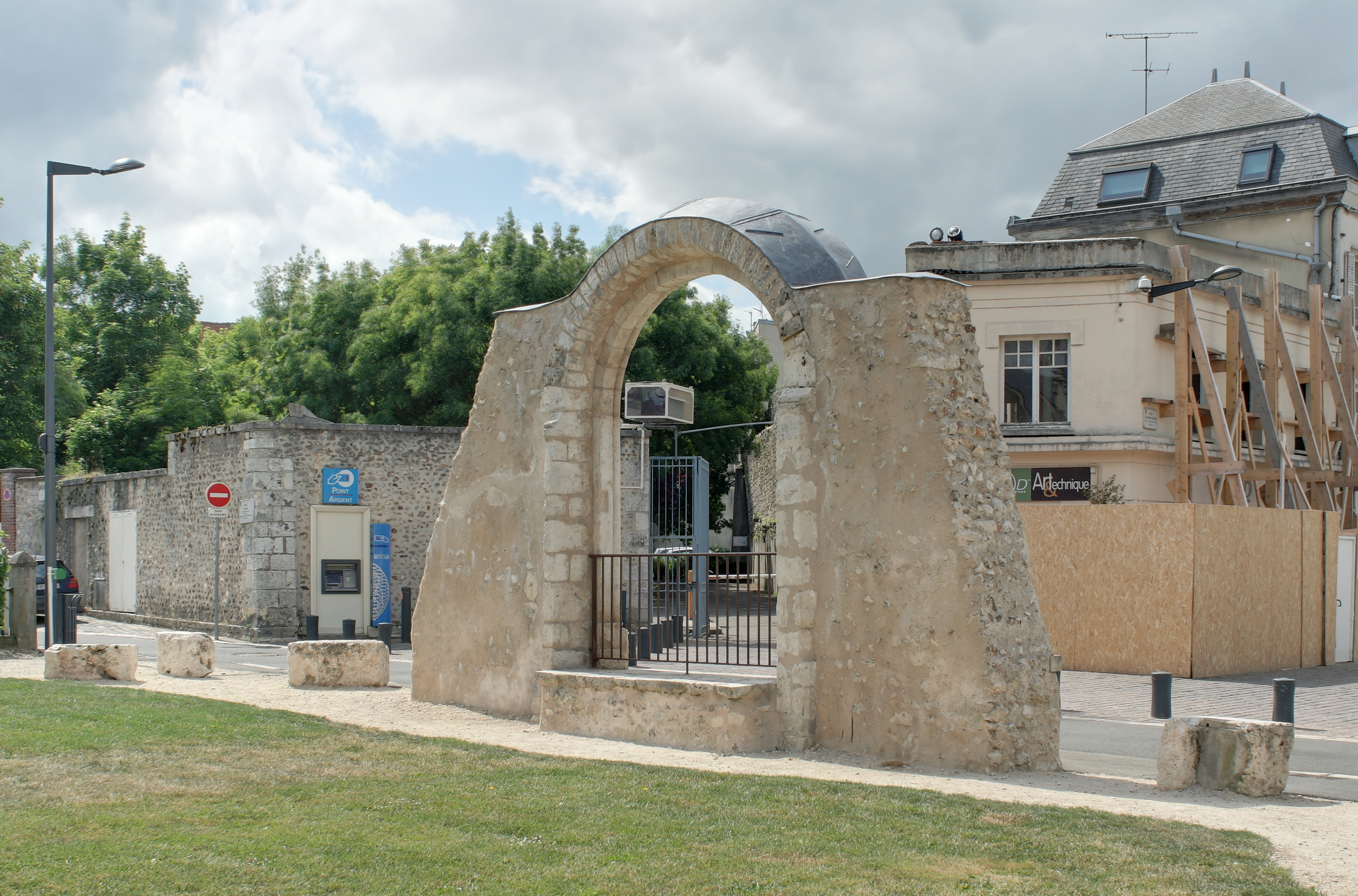
Revers du portail roman.
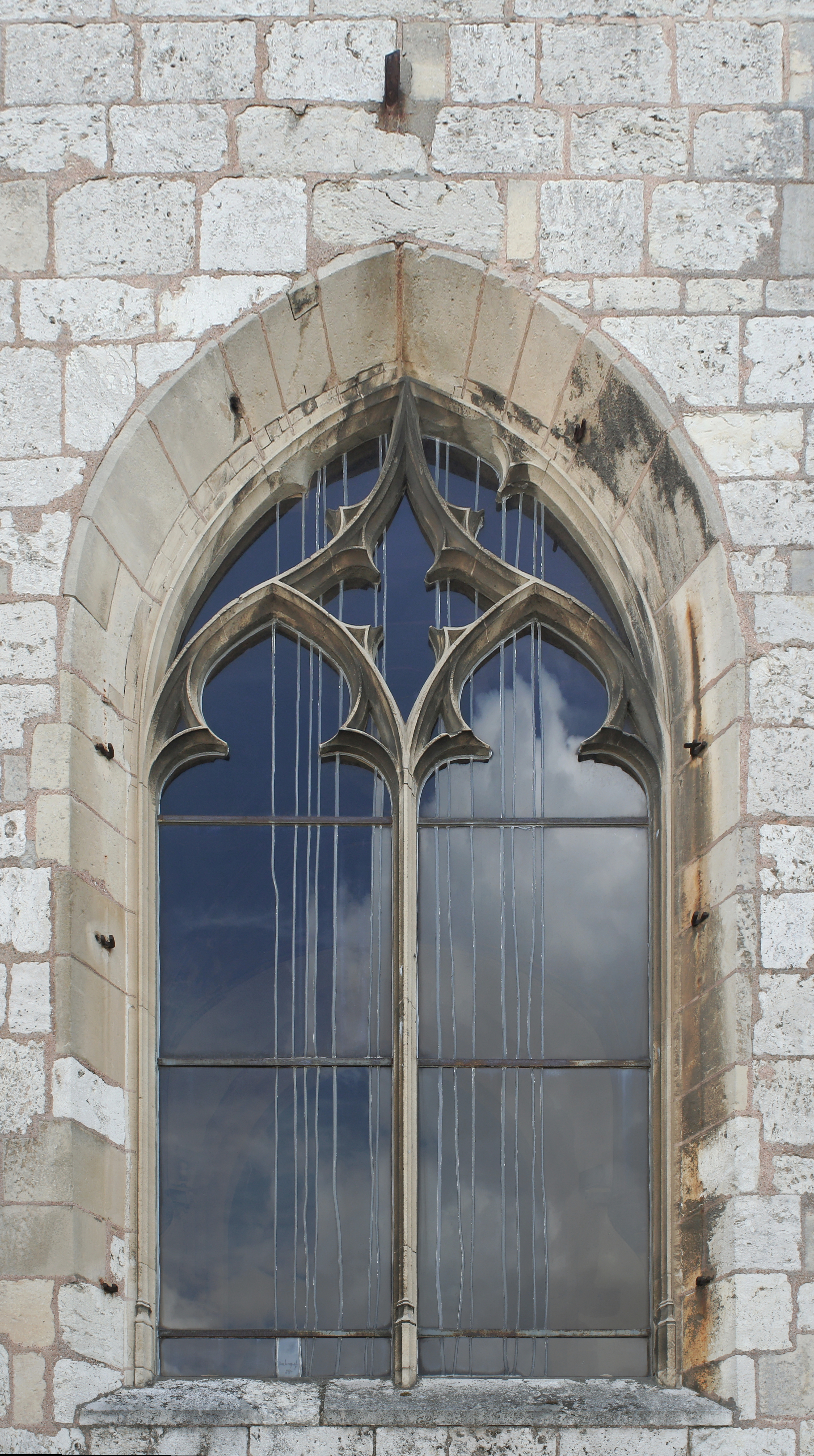
Fenêtre à remplages XVe siècle et verrière moderne.
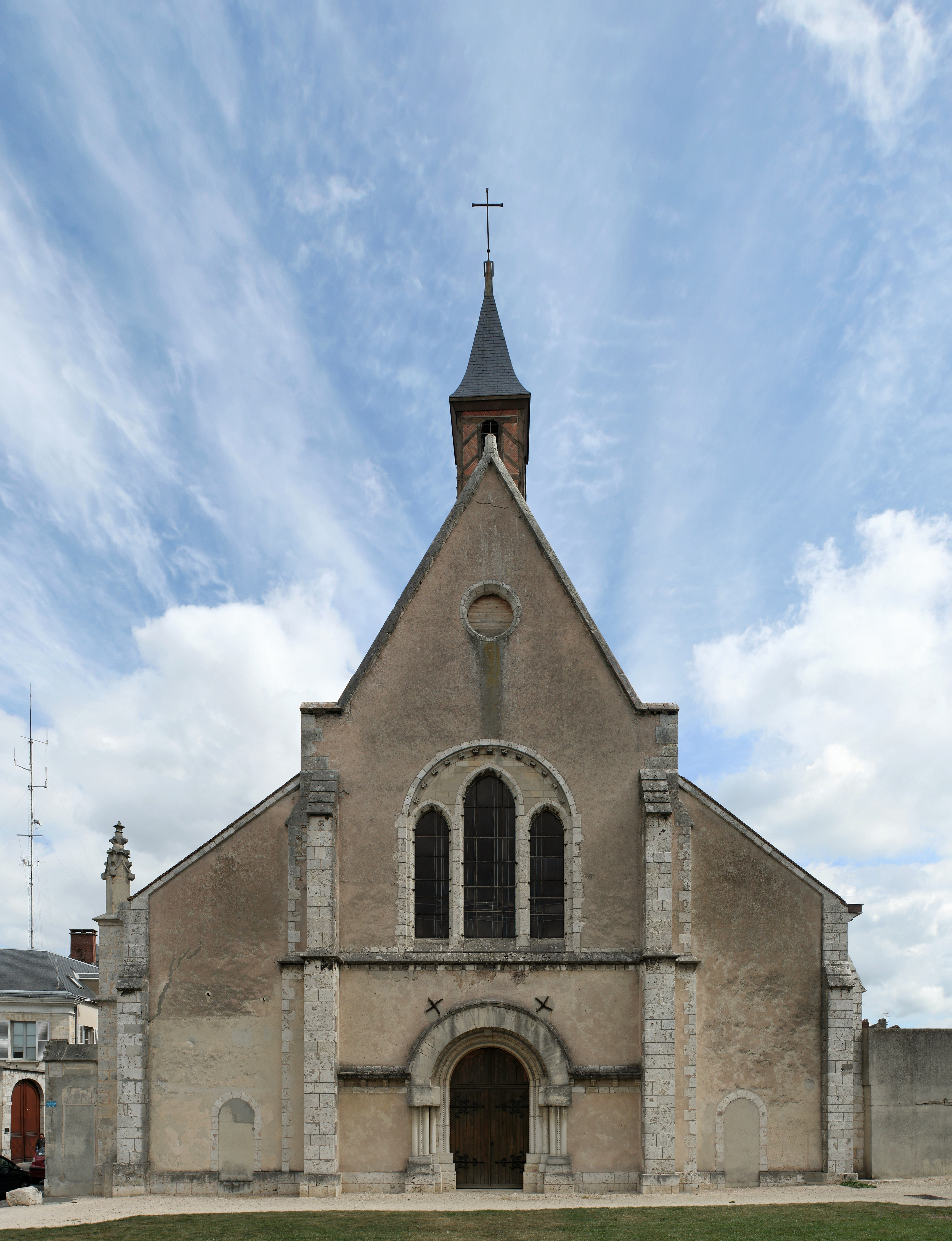
Mur-diaphragme fin XVIIIe siècle.
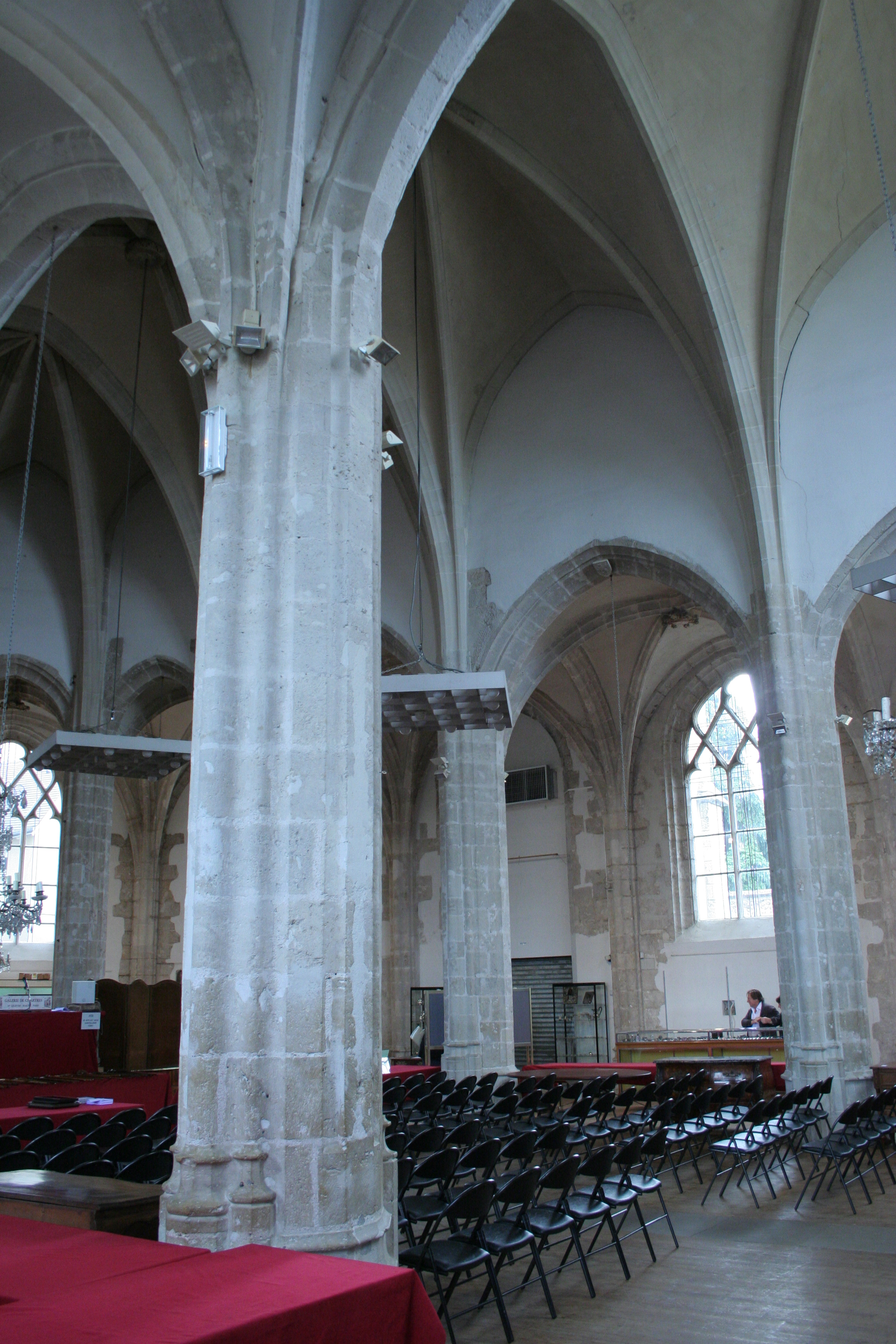
La salle des ventes.

Les vestiges du portail font l'objet d'un classement au titre de monument historique par arrêté du 28 décembre 1937.